# Tolomeo (re dell'Epiro)
Tolomeo (in greco antico: Πτολεμαῖος?, Ptolemàios; Epiro, ... – 237 a.C. circa) fu re dell'Epiro, figlio del re Alessandro II e della regina Olimpiade II e fratello minore di Pirro II.

## Biografia
Quando nel 242 a.C. circa, il re Alessandro II, figlio del famoso sovrano e condottiero Pirro, morì, sua moglie, la regina Olimpiade II, assunse la reggenza in nome dei due figli minorenni, Pirro II e Tolomeo.
Nel 237 a.C. circa Olimpiade abdicò in favore del primogenito Pirro, ma questi poco tempo dopo morì, lasciando il trono al fratello minore.
Secondo Marco Giuniano Giustino, poco dopo anche Tolomeo morì di malattia nel corso della sua prima spedizione militare che aveva organizzato, mentre Polieno testimonia che il re d'Epiro fu assassinato a tradimento. Gli succedette il giovane figlio Pirro III, che fu subito assassinato e sostituito sul trono dalla cugina Deidamia II, figlia di Pirro II ed ultima sovrana d'Epiro, a sua volta uccisa nel corso della congiura che rovesciò la monarchia ed instaurò la repubblica.